# Czerwonka-Folwark
Czerwonka-Folwark – wieś w Polsce, położona w województwie mazowieckim, w powiecie węgrowskim, w gminie Wierzbno. Ma status sołectwa.
| SIMC    | Nazwa   | Rodzaj  |
| ------- | ------- | ------- |
| 0693470 | Przecze | kolonia |
| 0693486 | Sitarze | kolonia |

W latach 1975–1998 miejscowość administracyjnie należała do województwa siedleckiego.
W 2002 do Czerwonki-Folwarku włączono położoną na zachód od niej wieś Czerwonka-Kolonia, niegdyś siedziba gromady Czerwonka-Kolonia.
We wsi urodziła się aktorka Halina Rowicka znana między innymi z serialu telewizyjnego Dom.